# Grecja na Zimowych Igrzyskach Olimpijskich 1964
Grecję na Zimowych Igrzyskach Olimpijskich 1964 reprezentowało trzech zawodników (sami mężczyźni), którzy startowali tylko w narciarstwie alpejskim. Był to piąty start reprezentacji Grecji na zimowych igrzyskach olimpijskich.

## Skład kadry

### Narciarstwo alpejskie
Mężczyźni
| Zawodnik             | Konkurencja | Konkurencja | Konkurencja   | Konkurencja   | Konkurencja                   | Konkurencja                   | Konkurencja                   | Konkurencja                   |
| Zawodnik             | Zjazd       | Zjazd       | Slalom gigant | Slalom gigant | Slalom specjalny-kwalifikacje | Slalom specjalny-kwalifikacje | Slalom specjalny-kwalifikacje | Slalom specjalny-kwalifikacje |
| Zawodnik             | Czas        | Pozycja     | Czas          | Pozycje       | Czas 1-go przejazdu           | Czas 2-go przejazdu           | Czas łączny                   | Pozycja                       |
| -------------------- | ----------- | ----------- | ------------- | ------------- | ----------------------------- | ----------------------------- | ----------------------------- | ----------------------------- |
| Konstandinos Karidas | 3:10,09     | 73.         | 2:35,89       | 73.           | 1:31,51                       | 1:37,46                       | Nie awansował                 | Nie awansował                 |
| Dimitrios Papos      |             |             | 2:35,52       | 72.           | 1:42,76                       | Dyskwalifikacja               | Nie awansował                 | Nie awansował                 |
| Wasilios Makridis    |             |             | 2:57,79       | 78.           | 1:19,70                       | 1:40,27                       | Nie awansował                 | Nie awansował                 |